# Jacek Moczydłowski
Jacek Moczydłowski (ur. 19 września 1937 w Warszawie, zm. 15 lipca 2010 tamże) – polski producent filmowy i kierownik produkcji.

## Życiorys
Absolwent Wyższej Szkoły Ekonomicznej w Katowicach i Studium Organizacji Produkcji Filmowej PWSFTViT w Łodzi. Współżałożyciel i wieloletni szef produkcji Studia Filmowego „Zebra”. Laureat kilkunastu nagród filmowych (jako producent) w tym Grand Prix Festiwalu Polskich Filmów Fabularnych w Gdyni.

## Wybrana filmografia
jako producent:
- Szwadron (1992)
- 1968. Szczęśliwego Nowego Roku (1992)
- Dzieci i ryby (1996)
- Kiler (1997)
- Historie miłosne (1997)

jako koproducent:
- Tydzień z życia mężczyzny (1999)
- Dług (1999)
- Pieniądze to nie wszystko (2001)

jako producent wykonawczy:
- Kiler-ów 2-óch (1999)
- Superprodukcja (2002)
- Dzień świra (2002)
- Pogoda na jutro (2003)
- Vinci (2004)
- Mój Nikifor (2004)

jako kierownik produkcji:
- Diabeł (1972)
- W pustyni i w puszczy (1973)
- Polskie drogi (1976-1977) - serial, odc. 1-6
- 07 zgłoś się (1978) - serial, odc. 5-9
- Polonia Restituta (1980)
- 07 zgłoś się (1981) - serial, odc. 10-14
- 07 zgłoś się (1984) - serial, odc. 15-18
- Zamknąć za sobą drzwi (1987)
- 07 zgłoś się (1987) - serial, odc. 19-21

## Wybrane nagrody
- 1978 – Nagroda Przewodniczącego Komitetu ds. Radia i Telewizji za serial Polskie drogi
- 1997 – Grand Prix Festiwalu Polskich Filmów Fabularnych w Gdyni za film Historie miłosne
- 1997 – Srebrne Grono na Lubuskim Lecie Filmowym w Łagowie za film Historie miłosne
- 1997 – Nagroda FIPRESCI na Międzynarodowym Festiwalu Filmowym w Wenecji za film Historie miłosne
- 1998 – Srebrna Taśma Stowarzyszenia Włoskiej Krytyki Filmowej za najlepszy film zagraniczny prezentowany we Włoszech za film Historie miłosne
- 1998 – Złota Taśma Koła Piśmiennictwa Filmowego Stowarzyszenia Filmowców Polskich za film Historie miłosne
- 1998 – Złota Kaczka pisma Film w kategorii najlepszy film polski 1997 za film Kiler
- 1999 – Złota Kaczka pisma Film w kategorii najlepszy film na video w Polsce w roku 1998 za film Kiler